# Голдстар
Голдстар (ивр. גולדסטאר‎, англ. Goldstar) — израильское пиво, тёмный мюнхенский лагер. Самая продаваемая марка пива в Израиле. Крепость — 4-4.9 %. Производится на заводе Темпо Машкаот Лтд. (ивр.   טמפו משקאות בע"מ‎) в Нетании. Охват израильского рынка — примерно 33 %.

## История
Рецепт пива Goldstar был разработан в 1950 году пивным заводом Israel Brewery Ltd (ивр. תעשיית בירה ארץ ישראל בע"מ‎). Его производили на пивном заводе в городе Мигдаль-ха-Эмек. Первоначально пиво называлось Nesher Gold Star, и на его этикетке были изображены орёл и золотая звезда. Название возникло под влиянием пива «Нешер» (орёл), которое производилось в Ришон-ле-Ционе с 1934 года. Данный хмельной напиток был двух видов — тёмным и светлым, и он пользовался большой популярностью. Позже для того, чтобы потребители не путались, слово «Нешер» пропало из названия и сократилось до Goldstar (одним словом), превратившись в самостоятельный бренд. В 1985 году пивоварня была выкуплена компанией «Темпо», которая параллельно приобрела прежде конкурентный бренд «Маккаби».

## Разновидности
Пиво Goldstar содержит 4,9 % алкоголя и 44 калории на 100 миллилитров. В январе 2007 года был представлен новый сорт пива с пониженным содержанием калорий Goldstar Light, в котором имеется 4 % алкоголя и 29 калорий на 100 миллилитров. В 2010 году был представлен премиум-сорт Goldstar Black Roast, производимый из отборного голландского ячменного солода.

## Позиционирование
Долгие годы пиво Goldstar позиционирует себя как пиво для мужчин, и это обыгрывается в рекламных роликах. Рекламная кампания под лозунгом «Скажи спасибо, что ты мужик, и выпей уже чего-нибудь» подверглась критике со стороны феминистических организаций.

## Фестиваль Goldstar
Ежегодно Goldstar проводит музыкальный молодёжный фестиваль Goldstar Sound System в разных городах Израиля с участием израильских рок-групп. Фестиваль посещают десятки тысяч человек в год. Вход на фестиваль не всегда свободный.